# 内蒙古蒙语卫视
内蒙古广播电视台蒙语卫视频道是中国内蒙古广播电视台的一个蒙古语卫星电视频道，也是中国大陆唯一的蒙古语卫星电视频道。

## 简介
内蒙古电视台的蒙语节目开播于1976年10月2日，起初仅有每周十几分钟的蒙语新闻，之后蒙汉语频道分频播出。1997年1月1日，内蒙古电视台蒙汉语卫视同时以数字压缩方式上星播出。
除对国内播出外，内蒙古蒙语卫视也兼具外宣职责。1996年，内蒙古电视台蒙语频道在蒙古国乌兰巴托有线电视落地；2004年又在俄罗斯布里亚特共和国首府乌兰乌德落地播出。